# Greg Carson
Greg Carson est un producteur, réalisateur et compositeur de cinéma américain.

## Filmographie

### comme producteur
- 1995 : A Gathering of Magic: Behind the Scenes of 'Lord of Illusions' (vidéo)
- 2002 : Behind the Peepers: The Making of 'Jeepers Creepers' (vidéo)
- 2002 : De Sade: Richard Matheson Story Teller (vidéo)
- 2002 : Coming Home: Hal Ashby - A Man Out of Time (vidéo)
- 2002 : Coming Home: Coming Back Home (vidéo)
- 2002 : The Vikings: A Tale of Norway with Director Richard Fleischer (vidéo)
- 2002 : Actor's Notebook: Christopher Lee (vidéo)
- 2002 : Conan: The Making of a Comic Book Legend (vidéo)
- 2002 : Basil Poledouris: Composing the Conan Saga (vidéo)
- 2002 : The Return to the Onion Field (vidéo)
- 2002 : Roger Corman Unearths 'The Premature Burial' (vidéo)
- 2002 : Return of the Living Dead: Designing the Dead (vidéo)
- 2002 : Masque of the Red Death: Roger Corman Behind the Masque (vidéo)
- 2002 : Behind the Outer Limits (vidéo)
- 2002 : CQ: DVD Special Features (vidéo)
- 2002 : The Onion Field: Ring of Truth (vidéo)
- 2002 : The Russians Are Coming, the Russians Are Coming: The Russians Are Coming to Hollywood (vidéo)
- 2002 : Psychedelic Cinema (vidéo)
- 2002 : Filming 'Rush' (vidéo)
- 2003 : Tune in Trip Out (vidéo)
- 2003 : The Trip: Psychedelic Light Box (vidéo)
- 2003 : Allen Daviau, ASC on Psychedelic Film Effects (vidéo)
- 2003 : Igby Goes Down: In Search of Igby (vidéo)
- 2003 : Life Stinks: Does Life Really Stink? (vidéo)
- 2003 : Salaam Bombay!: No Guts, No Glory (vidéo)
- 2003 : Of Mice and Men: In Conversation, Gary Sinise and Horton Foote (vidéo)
- 2003 : Personal Velocity: In Conversation Rebecca, Parker, Fairuza, and Kyra (vidéo)
- 2003 : Personal Velocity: Creating 'Personal Velocity' (vidéo)
- 2003 : Marvin Hamlisch: Broadway to Hollywood (vidéo)
- 2003 : Love & Haight (vidéo)
- 2003 : Valley Girl: In Conversation - Nicolas Cage and Martha Coolidge (vidéo)
- 2003 : Valley Girl: 20 Totally Tubular Years Later (vidéo)
- 2003 : Thrashin': Skatepark Sensations (vidéo)
- 2003 : Thrashin': Makin' Thrashin' (vidéo)
- 2003 : Road to 'The Sure Thing' (vidéo)
- 2003 : Reading 'The Sure Thing' (vidéo)
- 2003 : Dressing 'The Sure Thing' (vidéo)
- 2003 : Casting 'The Sure Thing' (vidéo)
- 2003 : Norman Mailer in Provincetown (vidéo)
- 2003 : Images: Imagining Images (vidéo)
- 2003 : Making 'Christmas Carol: The Movie' (vidéo)
- 2003 : Lights, Camera, Creeper: Making 'Jeepers Creepers 2' (vidéo)
- 2004 : Serpent's Egg: German Expressionism (vidéo)
- 2004 : Passion of Anna: Disintegration of Passion (vidéo)
- 2004 : Pieces of April: All the Pieces Together (vidéo)
- 2004 : With One Eye He Cries (vidéo)
- 2004 : Shame: The Search for Humanity (vidéo)
- 2004 : Persona: A Poem in Images (vidéo)
- 2004 : Hour of the Wolf: The Search for Sanity (vidéo)
- 2004 : Fool for Love: Art and Soul (vidéo)
- 2004 : Faro Island Mystique (vidéo)
- 2004 : Osama: Sharing Hope and Freedom (vidéo)
- 2004 : Wild Party: Hollywood Hoopla (vidéo)
- 2004 : The Wedding Banquet: A Forbidden Passion (vidéo)
- 2004 : The Value of a Single Human Being (vidéo)
- 2004 : A Tribute to Stanley Kramer (vidéo)
- 2004 : In Conversation: Abby Mann and Maximillian Schell (vidéo)
- 2004 : Obtaining Cover: Inside Code 46 (vidéo)
- 2005 : The New York, New York Stories (vidéo)
- 2005 : Liza on 'New York, New York' (vidéo)
- 2005 : The Struggle (vidéo)
- 2005 : Making of 'King' (vidéo)
- 2005 : In Conversation with Tony Bennett and Abby Mann (vidéo)
- 2005 : The Civil Rights Movement (vidéo)
- 2005 : A Message for Peace: Making 'Hotel Rwanda' (vidéo)
- 2005 : Supernatural Homicide (vidéo)
- 2005 : The Source of Evil (vidéo)

### comme Réalisateur
- 2002 : Coming Home: Hal Ashby - A Man Out of Time (vidéo)
- 2002 : Coming Home: Coming Back Home (vidéo)
- 2002 : Conan: The Making of a Comic Book Legend (vidéo)
- 2002 : Mr. Saturday Night: The Buddy Young Jr. Story (vidéo)
- 2002 : Mr. Saturday Night: See What We Did (vidéo)
- 2002 : Mr. Saturday Night: Make-Up! (vidéo)
- 2002 : Roger Corman Unearths 'The Premature Burial' (vidéo)
- 2002 : Return of the Living Dead: Designing the Dead (vidéo)
- 2002 : Masque of the Red Death: Roger Corman Behind the Masque (vidéo)
- 2002 : Behind the Outer Limits (vidéo)
- 2002 : Vilmos Zsigmond Flashes 'The Long Goodbye' (vidéo)
- 2002 : Powaqqatsi: Impact of Progress (vidéo)
- 2002 : The Onion Field: Ring of Truth (vidéo)
- 2002 : The Long Goodbye: Rip Van Marlowe (vidéo)
- 2002 : Koyaanisqatsi: Essence of Life (vidéo)
- 2002 : The Russians Are Coming, the Russians Are Coming: The Russians Are Coming to Hollywood (vidéo)
- 2002 : Psychedelic Cinema (vidéo)
- 2003 : Tune in Trip Out (vidéo)
- 2003 : The Trip: Psychedelic Light Box (vidéo)
- 2003 : Allen Daviau, ASC on Psychedelic Film Effects (vidéo)
- 2003 : Salaam Bombay!: No Guts, No Glory (vidéo)
- 2003 : Personal Velocity: In Conversation Rebecca, Parker, Fairuza, and Kyra (vidéo)
- 2003 : Personal Velocity: Creating 'Personal Velocity' (vidéo)
- 2003 : Marvin Hamlisch: Broadway to Hollywood (vidéo)
- 2003 : Love & Haight (vidéo)
- 2003 : Valley Girl: In Conversation - Nicolas Cage and Martha Coolidge (vidéo)
- 2003 : Valley Girl: 20 Totally Tubular Years Later (vidéo)
- 2003 : Thrashin': Skatepark Sensations (vidéo)
- 2003 : Thrashin': Makin' Thrashin' (vidéo)
- 2003 : Road to 'The Sure Thing' (vidéo)
- 2003 : Reading 'The Sure Thing' (vidéo)
- 2003 : Dressing 'The Sure Thing' (vidéo)
- 2003 : Casting 'The Sure Thing' (vidéo)
- 2003 : Norman Mailer in Provincetown (vidéo)
- 2003 : Images: Imagining Images (vidéo)
- 2003 : Lights, Camera, Creeper: Making 'Jeepers Creepers 2' (vidéo)
- 2003 : A Day in Hell: On the Set of 'Jeepers Creepers II' (vidéo)
- 2004 : Serpent's Egg: German Expressionism (vidéo)
- 2004 : Serpent's Egg: Away from Home (vidéo)
- 2004 : Passion of Anna: Disintegration of Passion (vidéo)
- 2004 : Pieces of April: All the Pieces Together (vidéo)
- 2004 : With One Eye He Cries (vidéo)
- 2004 : Shame: The Search for Humanity (vidéo)
- 2004 : Persona: A Poem in Images (vidéo)
- 2004 : Hour of the Wolf: The Search for Sanity (vidéo)
- 2004 : Fool for Love: Art and Soul (vidéo)
- 2004 : Faro Island Mystique (vidéo)
- 2004 : Osama: Sharing Hope and Freedom (vidéo)
- 2004 : Wild Party: Hollywood Hoopla (vidéo)
- 2004 : The Wedding Banquet: A Forbidden Passion (vidéo)
- 2004 : The Value of a Single Human Being (vidéo)
- 2004 : A Tribute to Stanley Kramer (vidéo)
- 2004 : In Conversation: Abby Mann and Maximillian Schell (vidéo)
- 2004 : Obtaining Cover: Inside Code 46 (vidéo)
- 2005 : The New York, New York Stories (vidéo)
- 2005 : Liza on 'New York, New York' (vidéo)
- 2005 : The Struggle (vidéo)
- 2005 : Making of 'King' (vidéo)
- 2005 : In Conversation with Tony Bennett and Abby Mann (vidéo)
- 2005 : The Civil Rights Movement (vidéo)
- 2005 : A Message for Peace: Making 'Hotel Rwanda' (vidéo)
- 2005 : Supernatural Homicide (vidéo)
- 2005 : The Source of Evil (vidéo)

### comme Compositeur
- 2002 : Coming Home: Hal Ashby - A Man Out of Time (vidéo)
- 2002 : Coming Home: Coming Back Home (vidéo)
- 2003 : Thrashin': Skatepark Sensations (vidéo)
- 2004 : Faro Island Mystique (vidéo)